# Ace (Armênia)
Ace (em latim: Ace) ou Aque (em armênio: Ակե; romaniz.: Akē), segundo a Geografia de Ananias de Siracena (século VII), foi um cantão (gavar) da província (ascar) de Vaspuracânia, no Reino da Armênia. Compreendia uma área de 250 quilômetros quadrados e estava localizado no sopé do monte Aquenis no vale do Grande Zabe, ao sudoeste da cidade moderna de Bascale, e centrava-se no castelo de Ace (atual vila de Aquinis). Em 387, no rescaldo da Paz de Acilisena que dividiu os territórios do Reino da Armênia entre o Império Romano e o Império Sassânida, permaneceu como uma das posses da Armênia. No século X, Tomás Arzerúnio atestou que o distrito ainda existia como um dos domínios arzerúnidas.